# Zygmunt Smalcerz
Zygmunt Antoni Smalcerz, född 8 juni 1941 i Bestwinka, är en polsk före detta tyngdlyftare.
Smalcerz blev olympisk guldmedaljör i 52-kilosklassen i tyngdlyftning vid sommarspelen 1972 i München.